# 독일 국방군
독일 국방군(독일어: Wehrmacht 베르마흐트[*], 영어: defence force 방위군[*]) 혹은 줄여서 국방군은 1935년부터 1945년까지 있었던 나치 독일의 군대를 칭한다. 제2차 세계 대전동안 기갑사단은 육군, 해군과 공군으로 구성되어 있었다. 무장친위대는 국방군 산하 조직이 아니었고 독일 국방군 최고 사령부의 지휘를 받았다.

## 명칭의 기원과 사용
베어마흐트(Wehrmacht)는 문자 그대로 '방위군'(防衛軍, defence force)을 뜻한다. 나치당의 집권 전까지 베어마흐트라는 명사는 한 나라의 군대를 칭하는 일반적인 명사였다. 예를 들면 '엥글리셰 베어마흐트'(Englische Wehrmacht)는 영국군을 일컫는 말이었고, 1919년의 바이마르 헌법 47조에는 "Der Reichspräsident hat den Oberbefehl über die gesamte Wehrmacht des Reiches" (번역: "국가의 모든 군사의 총지휘권은 대통령에게 있다.")라고 명시되어있다. 다른 나라들의 군대와 구분짓기 위해서 독일군을 가리킬 때는 '라이히스베어'(Reichswehr)라는 단어가 보통 사용되었다.
1935년, 아돌프 히틀러가 재무장을 선언하면서, 라이흐스베어는 베어마흐트로 개명되었다. 제2차 세계 대전 후 연합군의 독일점령 하에 베어마흐트는 폐지되었다. 1955년에 서독이 재무장을 시작했을 때, 신설 서독군은 '분데스베어'(Bundeswehr), 번역하면 '연방방위군'으로 불렸다. 1956년에 공식적으로 창건된 동독군은 '나티오날레 폴크스아르메'(Nationale Volksarmee, 국가인민군)로 불렸다. 독일이 1990년에 재통일 후에 통합된 독일군도 분데스베어로 계속 불려 왔다.
그러므로 영어와 독어에서 베어마흐트라는 명칭은 관례상 제3제국과 제2차 세계 대전 당시의 독일군을 가리킨다.

## 역사
제1차 세계 대전이 독일제국의 항복으로 종결되자 연합군은 베르사유 조약을 통해 독일군의 크기에 엄한 제약을 두었다. 육군은 십만 명, 해군은 만 오천명의 병사로 한정되었다. 해군 함대는 전함 6척, 순양함 6척, 구축함 12척밖에 가질 수 없었다. 탱크와 포병대는 금지되었고 공군은 해산되었다. 전후의 이 새로운 군대 (라이흐스베르)는 1921년 3월 23일에 설립되었다. 징병제 또한 베르사유 조약에 의해 폐지되었다.
독일은 즉시 편법을 통하여 이 조건들을 비밀리에 우회해 나가기 시작했다. 라팔로 조약 후에 소련과의 비밀협력이 시작되었다. 조건들을 더 협상하기 위해 오토 하세 소장이 1923년에 모스크바를 방문했다. 독일은 소련의 산업화를 돕고 소련 장교들을 독일에서 훈련시키기로 했었다. 그 대신 독일의 탱크 및 공군 기술자들은 소련에서 교육을 받고 독일의 화학무기 연구와 제조도 다른 프로젝트들과 함께 소련 영토에서 실행되었다. 리페츠크에서 300여 명의 독일 공군조종사가 훈련을 받았고, 카잔 근처에서 탱크 훈련이 있었으며 사라토프에서 독일군의 독가스가 개발되었다.
1934년 8월 2일 파울 폰 힌덴부르크 대통령의 사망 후, 독일군의 모든 장교와 병사들은 아돌프 히틀러에게 충성맹세를 하였다. 1935년이 됐을 때 독일은 베르사유 조약의 군 관련 조항들을 이미 공개적으로 무시하고 있었고, 1935년 3월 16일에 징병제가 재도입되었다. 정규군의 규모는 베르사유 조약에 명시된 십만 명의 정도를 유지했으나, 매년 이 숫자의 징집병이 훈련을 받았다. 이 징집법을 통해 베어마흐트(독일 국방군)라는 명칭이 도입되었다. 그러므로 이 날짜를 베어마흐트의 창립일로 볼 수 있을 뿐만 아니라, 군 수뇌부의 정치적 성향이 어떠하였건 간에 (군 장성들 또한 히틀러에게 충성맹세를 하였지만) 국방군의 조직과 권한은 나치의 창조물이라고 볼 수 있다. 국방군의 휘장은 제1차 세계 대전 말기에 독일군 탱크와 전투기에 처음 쓰였던 철십자를 양식화한 문양이었다. 국방군의 존재는 1935년 10월 15일에 공식적으로 선포되었다.
1935년부터 1945년까지 국방군이 존재하는 동안 베어마흐트에 복무한 군인의 총 숫자는 1,820만여 명 정도라고 추측된다. 이 숫자는 사학자 뤼디거 오베르만스에 의해 제시되었는데, 이것은 국방군에 복무한 사람들의 수를 모두 합친 것이지 어느 한 시점의 베어마흐트의 병력을 말하는 것이 아니다. 국방군의 군인 중 230만여 명이 전사, 55만이 비전투 관련 원인으로 사망하였으며 2백만 명이 작전 중 실종되고 전후 행방불명 처리되었다. 약 46만 명이 포로수용소에서 사망하였는데, 이 중 77,000명이 미국, 영국, 프랑스 측에 의해 수감되어 있었다. 수감 중 사망한 인원은 1945년 6월 이후의 전후 기간에 사망한 266,000명도 포함하는데, 이들은 거의 대부분 소련에 수감되어 있었다. 대략 1100만 명 정도가 적군의 포로가 되었다.

## 지휘체계
법적으로, 국방군의 총지휘관은 파울 폰 힌덴부르크 대통령 사망 후 독일의 국가 원수 자리를 맡은 아돌프 히틀러였다. 1938년의 군 개편을 통해 히틀러는 군총사령관이 되었고 이 직위를 그가 1945년 4월 30일에 자살할 때까지 유지하였다. 원래 군의 행정 및 권한은 베르너 폰 블롬베르크 (Werner von Blomberg) 원수 하의 전쟁성에 있었다. 하지만 1938년에 폰 블롬베르크가 블롬베르크-프리치 사건에 연루되어 사임하자 전쟁성은 폐지되었고 그 업무는 빌헬름 카이텔 원수 아래 신설된 국방군총사령부(OKW)에 주어졌다. OKW는 뷘스도르프에 본부를 두고 있었고, 전쟁 중 총통본부에는 항상 야전참모부가 붙여졌다.
OKW는 모든 군 작전을 감독했지만 카이텔이 육·해·공군에 직접적으로 행사할 수 있는 영향력은 크지 않았다. 각 군은 각기 총사령부를 가지고 있었으며 이들은 육군총사령부(Oberkommando des Heeres, OKH), 해군총사령부(Oberkommando der Marine, OKM) 그리고 공군총사령부(Oberkommando der Luftwaffe, OKL)로 불렸다. 또한 이 총사령부들을 각기 참모부를 가지고 있었다.
OKW는 또한 중앙경제계획과 군수품 조달의 임무를 가지고 있었으나, OKW 산하 전쟁경제청(Wehrwirtschaftsamt)의 권한과 영향력은 내각의 군수부(Reichsministerium für Bewaffnung und Munition)와 각 군의 조달청(Waffenämter)과 자주 충돌하곤 했다. 알베르트 슈페어가 1942년 초에 군수부 장관으로 임명되면서 이 부서들은 군수부로 통합되었다.

## 전쟁기간
제2차 세계 대전 초기에 독일 국방군은 강력한 기갑병력과 공군을 앞세워 폴란드, 네덜란드, 벨기에, 프랑스를 차례로 몇 주 만에 제압했다 (전격전). 이 결과는 전통적인 깊은 무장 (deep armament, 장기간 동안 지속적으로 군수물자를 보급. 예: 1차대전 서부전선의 참호전)보다 이 새로운 넓은 무장 (broad armament, 단기간의 집중공세)의 개념이 우월하다고 군사지도자들이 믿게끔 하였다. 하지만 미국, 소련이나 영국 같은 장기간 동안 저항을 할 수 있는 강적을 상대하기 시작하자 전격전은 큰 효과를 볼 수 없었다. 오히려 국방군은 비교적 경무장상태, 연료공급부족 등의 문제에 직면하게 되었다.

### 전역과 전투
- 전격전
  - 폴란드 전역
  - 가짜 전쟁
  - 덴마크·노르웨이 침공
  - 프랑스 전역
  - 발칸반도와 그리스
- 동부전선 (바르바로사 작전으로 시작)
- 서부전선
  - 노르망디 상륙 작전
  - 북프랑스 캠페인
  - 남프랑스 캠페인
  - 지크프리트 선 전투
  - 중앙유럽 캠페인

## 주요 인물
(독어 이름의 알파벳 순으로 나열)
- 프리츠 바예를라인 (Fritz Bayerlein)
- 루드비히 베크 (Ludwig Beck)
- 페도르 폰 보크 (Fedor von Bock)
- 발터 폰 브라우히치 (Walther von Brauchitsch)
- 빌헬름 카나리스 (Wilhelm Franz Canaris)
- 하인츠 구데리안 (Heinz Guderian)
- 프란츠 할더 (Franz Halder)
- 헤르만 호트 (Hermann Hoth)
- 에발트 폰 클라이스트 (Paul Ludwig Ewald von Kleist)
- 알베르트 케셀링 (Albert Kesselring)
- 한스 귄터 폰 클루게 (Hans Günther von Kluge)
- 빌헬름 리터 폰 레프 (Wilhelm Ritter von Leeb)
- 에리히 폰 만슈타인 (Erich von Manstein)
- 프리드리히 올브리히트 (Friedrich Olbricht)
- 프리드리히 파울루스 (Friedrich Paulus)
- 에르빈 롬멜 (Erwin Rommel)
- 게르트 폰 룬트슈테트 (Gerd von Rundstedt)
- 클라우스 폰 슈타우펜베르크 (Claus von Stauffenberg)
- 에르빈 폰 비츨레벤 (Erwin von Witzleben)

## 제2차 세계대전 이후
1945년 5월 7일 독일의 무조건 항복 후 독일은 군대를 소유하는 것이 금지되었다. 하지만 십년 후, 냉전의 긴장은 서독과 동독을 각기 군대를 창설하게 만들었다. 1955년 5월 5일에 공식적으로 세워진 서독군은 옛 라이흐스베르와 비슷한 '연방방위군'을 뜻하는 분데스베어 (Bundeswehr)라 불렸다. 1956년 3월 1일에 발족된 동독군은 국가인민군(Nationale Volksarmee, 나티오날레 폴크스아르메)이라는 이름을 가지게 되었다. 경험있는 군인들 없이 군대를 꾸리는 것은 불가능했기 때문에, 양쪽 군대 모두에는 전 독일 국방군에 복무한 장교들이 상당수 있었다.

## 같이 보기
- 국방군 무오설
- 아프리카 군단 (Afrika Korps)
- 독일 참모총장 (Großer Generalstab)
- 독일 레지스탕스 운동
- 독일 군사 용어집(영어판)
- 나치 독일 용어집(영어판)
- 나치당의 총수와 임원 목록(영어판)
- 독일 연방방위군 (Bundeswehr)
- 아프리카 기갑군 (Panzerarmee Afrika, Armata Corazzata Africa)
- 독일 국방군과 친위대의 통신대 (Nachrichtentruppe)
- 나치 독일
- 독일 전쟁해군의 제복 및 휘장
- 베어바우어 (Wehrbauer)
- 제2차 세계 대전 기간 독일군의 서열 및 훈장
- 제2차 세계 대전 기간 독일군의 제복 — 독일 국방군 산하 3개 군의 제복

## 참고 자료
- Bartov, Omer "Soldiers, Nazis and War in the Third Reich" pages 129–150 from The Third Reich: The Essential Readings by Christian Leitz, London: Blackwell, 1999, ISBN 0-631-20700-7.
- Bartov, Omer Hitler’s Army: Soldiers, Nazis, and War in the Third Reich, New York: Oxford University Press, 1991, ISBN 0-19-506879-3.
- Bartov, Omer The Eastern Front, 1941–45: German Troops and the Barbarisation of Warfare, New York: St. Martin’s Press, 1986, ISBN 0-312-22486-9.
- Bergen, Doris "'Germany Is Our Mission: Christ Is Our Strength!' The Wehrmacht Chaplaincy and the 'German Christian' Movement" pages 522–536 from Church History, Volume 66, Issue #, September 1997.
- Bergen, Doris "Between God and Hitler: German Military Chaplains and the Crimes of the Third Reich" pages 123–138 from In God's Name: Genocide and Religion in the Twentieth Century edited by Omer Bartov and Phyllis Mack, New York: Berghahn Books, 2001, ISBN 1-57181-302-0.
- Böhler, Jochen (2006). 《Auftakt zum Vernichtungskrieg. Die Wehrmacht in Polen 1939》 (독일어). Frankfurt: Fischer Taschenbuch Verlag. ISBN 3-596-16307-2.
- Davies, W. German Army Handbook, 1973, Ian Allen Ltd., Shepperton, Surrey, ISBN 0-7110-0290-8
- Evans, Anthony A., World War II: An Illustrated Miscellany, 2005, Worth Press, ISBN 1-84567-681-5
- Evans, Richard J. In Hitler's Shadow West German Historians and the Attempt to Escape the Nazi Past. New York: Pantheon, 1989, ISBN 0-394-57686-1.
- Fest, Joachim; Plotting Hitler's Death—The Story of the German Resistance, Henry Holt and Company, New York, 1996. ISBN 0-8050-4213-X
- Förster, Jürgen "The Wehrmacht and the War of Extermination Against the Soviet Union" pages 494–520 from The Nazi Holocaust Part 3 The "Final Solution": The Implementation of Mass Murder Volume 2 edited by Michael Marrus, Westpoint: Meckler Press, 1989 ISBN 0-88736-255-9.
- Förster, Jürgen "Complicity or Entanglement? The Wehrmact, the War and the Holocaust" pages 266–283 from The Holocaust and History The Known, the Unknown, the Disputed and the Reexamiend edited by Michael Berenbaum & Abraham Peck, Bloomington: Indian University Press, 1998, ISBN 0-253-33374-1.
- Förster, Jürgen "The German Military’s Image of Russia" pages 117–129 from Russia War, Peace and Diplomacy edited by Ljubica & Mark Erickson, London: Weidenfeld & Nicolson, 2004 ISBN 978-0-297-84913-1.
- Geyer, Michael ”Études in Political History: Reichswehr, NSDAP and the Seizure of Power” pages 101–123 from The Nazi Machtergreifung edited by Peter Stachura, London: Allen & Unwin, 1983, ISBN 0-04-943026-2.\
- Geyer, Michael "Professionals and Junkers: German Rearmament and Politics in the Weimar Republic" pages 77–133 from Social Change and Political Development in Weimar Germany edited by Richard Bessel & Edgar Feuchtwanger, London: Croom Helm, 1981, ISBN 0-389-20176-6.
- Goda, Norman "Black Marks: Hitler's Bribery of his Senior Officers During World War II" pages 413–452 from The Journal of Modern History, Volume 72, Issue # 2, June 2000; reprinted pages 96–137 in Corrupt Histories edited by Emmanuel Kreike and William Chester Jordan, Toronto: Hushion House, 2005, ISBN 1-58046-173-5.
- Hastings, Max, Overlord: D-Day and the Battle for Normandy 1944, 1985, reissued 1999, Pan, ISBN 0-330-39012-0
- Hastings, Max Armageddon: The Battle for Germany 1945, 2004, Macmillan, ISBN 0-333-90836-8
- Heer, Hannes & Naumann, Klaus (editors) War of Extermination: the German Military in World War II, 1941–1944, New York: Berghahn Books, ISBN 1-57181-493-0.
- Kershaw, Ian (2008). 《Hitler: A Biography》. New York: W. W. Norton & Company. ISBN 0-393-06757-2.
- Kitterman, David "The Justice of the Wehrmacht Legal System: Servant or Opponent of National Socialism?" pages 450–469 from Central European History, Volume 24, Issue #4, 1991.
- Lubbeck, William; Hurt, David B. At Leningrad's Gates: The Story of a Soldier with Army Group North. Philadelphia, PA: Casemate, 2006 (hardcover, ISBN 1-932033-55-6).
- Geoffrey P. Megargee, War of Annihilation. Combat and Genocide on the Eastern Front, 1941, 2006, Rowman & Littelefield, ISBN 0-7425-4481
- Megargee, Geoffrey, Inside Hitler's High Command, 2000, University Press of Kansas, ISBN 978-0-7006-1187-4
- Messerschmidt, Manfred "The Wehrmacht and the Volksgemeinschaft" pages 719–744 from Journal of Contemporary History, Volume 18, Issue # 4, October 1983.
- Müller, Klaus-Jürgen The Army, Politics and Society in Germany 1933–1945: Studies in the Army’s Relation to Nazism, Manchester: Manchester University Press, 1987, ISBN 0-7190-1071-3
- O’Neill, Robert The German Army and the Nazi Party, 1933–39, London: Corgi, 1966, ISBN 0-552-07910-3.
- Schulte, Theo The German Army and Nazi Policies in Occupied Russia, Oxford: Berg, 1989, ISBN 0-85496-160-7.
- Shepard, Ben War in the Wild East: the German Army and Soviet Partisans, Cambridge, Mass: Harvard University Press, 2004, ISBN 0-674-01296-8.
- Smelser, Ronald & Davies, Edward The Myth of the Eastern Front: the Nazi-Soviet War in American Popular Culture, New York: Cambridge University Press, 2008, ISBN 978-0-521-83365-3
- Former Waffen-SS soldiers, Wenn alle Brueder schweigen (When All Our Brothers Are Silent), Munin Verlag GmbH, Osnabrueck, 3rd revised edition 1981, ISBN 3-921242-21-5
- Wallach, Jehuda The Dogma of the Battle Of Annihilation: The Theories of Clausewitz and Schlieffen and Their Impact On the German Conduct of Two World Wars, Westport, Conn.: Greenwood Press, 1986, ISBN 0-313-24438-3.
- Wette, Wolfram The Wehrmacht: History, Myth, Reality, Cambridge, Mass.: Harvard University Press, 2006, ISBN 978-0-674-02213-3.
- .Wheeler-Bennett, John The Nemesis of Power The German Army in Politics 1918–1945, London: Macmillan, 1967, ISBN 1-4039-1812-0.
- U.S. National Archives, Captured German Records Microfilmed at Alexandria, Virginia, Microfilm publications T-77 and T-78, 2,680 rolls
- U.S. War Department, Handbook on German Military Forces, 15 March 1945, Technical Manual TM-E 30-451